# Glonium circumserpens
Glonium circumserpens är en svampart som först beskrevs av William Nylander och fick sitt nu gällande namn av Kantvilas & Coppins 1997. 
Glonium circumserpens ingår i släktet Glonium och familjen Hysteriaceae.   Inga underarter finns listade i Catalogue of Life.